# Borówki (województwo kujawsko-pomorskie)
Borówki – osada w Polsce położona w województwie kujawsko-pomorskim, w powiecie sępoleńskim, w gminie Sośno.
W latach 1975–1998 miejscowość należała administracyjnie do województwa bydgoskiego.

## Historia
Majątek Borówki powstał prawdopodobnie w wyniku podziału dóbr należących do Georga Kunowskiego, właściciela pobliskiego Przepałkowa. Około roku 1867 Adolf Heinrich Theodor von Tepper-Ferguson nabył nowo założony majątek. Po 1945 roku Borówki zostały przejęte przez skarb państwa i rozparcelowane. W 1959 r. przekazano do Muzeum i Instytutu Zoologii PAN w Warszawie zbiory Gerda von Teppera-Fergusona. W latach 1966–1967 poddano gruntownej przebudowie dwór majątku.